# 81 Cancri
81 Cancri è un sistema stellare di magnitudine 6,77 situato nella costellazione del Cancro. Dista 67 anni luce dal sistema solare.

## Osservazione
Si tratta di una stella situata nell'emisfero celeste boreale; grazie alla sua posizione non fortemente boreale, può essere osservata dalla gran parte delle regioni della Terra, sebbene gli osservatori dell'emisfero nord siano più avvantaggiati. Nei pressi del circolo polare artico appare circumpolare, mentre resta sempre invisibile solo in prossimità dell'Antartide. Essendo di magnitudine pari a 6,8, non è osservabile ad occhio nudo; per poterla scorgere è sufficiente comunque anche un binocolo di piccole dimensioni, a patto di avere a disposizione un cielo buio.
Il periodo migliore per la sua osservazione nel cielo serale ricade nei mesi compresi fra febbraio e giugno; da entrambi gli emisferi il periodo di visibilità rimane indicativamente lo stesso, grazie alla posizione della stella non lontana dall'equatore celeste.

## Caratteristiche fisiche
81 Cancri è una stella binaria le cui due componenti orbitano attorno al comune centro di massa in 2,7 anni. SOno stelle un po' più piccole e fredde del Sole, di tipo spettrale G8V e K0V, con masse che sono rispettivamente 0,89 e 0,85 volte quella solare. Fa parte del sistema anche una nana bruna scoperta nel 2001; di classe T8, orbita ad una distanza minima dalla primaria di 880 UA. Successivi studi suggeriscono che anche la nana bruna possa essere a sua volta binaria, con le due componenti molto simili tra loro che orbitano a circa 11 UA l'una dall'altra in un periodo di circa 150 anni.